# Coronel Sanders
Harland David Sanders més conegut com a Coronel Sanders o Coronel Kentucky fou un empresari nord-americà que va fundar la cadena de restaurants de menjar ràpid Kentucky Fried Chicken (KFC). Va néixer a Henryville (Indiana) el 9 de setembre de 1890 i va morir a Louisville, el 16 de desembre de 1980).

## Vida personal
Sanders va ser el fill gran de tres germans, en el si d'una família humil d'ascendència irlandesa. El seu pare va morir quan ell tenia cinc anys, de manera que va treballar i va aprendre a cuinar des de petit. Va abandonar l'escola als dotze anys per ajudar a la granja familiar i poc temps després, quan va patir maltractaments per part del seu padrastre, es va mudar a la casa dels seus oncles a Albany. Als quinze anys va falsificar el seu certificat de naixement per allistar-se a l'exèrcit dels Estats Units i va completar el seu servei militar a Cuba. Després es va traslladar a Sheffield (Alabama) i va tenir tota mena d'ocupacions, com marí mercant, venedor d'assegurances, bomber en els ferrocarrils i granger.
Va estar casat dues vegades. L'any 1908 es va casar amb Josephine King, amb la qual va tenir tres fills: Margaret (1910-2001), Harland David Sanders, Jr. (1912-1932) i Mildred (1919-2010). La parella es va divorciar l'any 1947. Un any després, Sanders es va casar amb una empleada del seu restaurant, Claudia Price, amb la qual va romandre fins a la fi dels seus dies.

## Carrera professional
L'any 1929 va obrir una petita estació de servei a Corbin (Kentucky), en què cuinava plats com pollastre, pernil campestre i filets. la seva popularitat com a cuiner va créixer fins al punt que el governador de Kentucky, Ruby Laffoon, el va nomenar Coronel de Kentucky, màxima distinció honorífica de l'estat, l'any 1935. Un any després va construir un restaurant amb un menjador per a 142 comensals. Actualment, aquest local es diu Harland Sanders Cafè and Museum i és un museu sobre la història de KFC. En aquest lloc va començar a preparar el seu famós pollastre fregit a partir d'una recepta pròpia, amb onze herbes i espècies, que va patentar l'any 1940. Al principi ho feia amb una paella, però després va introduir una fregidora a pressió per accelerar el servei. La seva fama es va disparar l'any 1939 gràcies al crític gastronòmic Duncan Hines, que el va incloure en la seva guia de restaurants.Amb això, la demanda del pollastre fregit va augmentar i Sanders va aprofitar l'èxit per obrir un motel, el primer a Kentucky. La Segona Guerra Mundial va forçar un tancament temporal de l'estació de servei pel racionament de la gasolina.
Al començament de l'any 1950, va vendre al motel per poc menys de 75.000 dòlars, a causa que la construcció de la Interestatal 75 reduiria el trànsit de la carretera on el seu local estava assentat.  Ja amb 60 anys, va aprofitar la fama del seu pollastre fregit i va expandir el seu negoci a través de franquícies, sota el nom de Kentucky Fried Chicken. el primer restaurant va obrir a 1952 a Salt Lake City (Utah) i aviat va créixer per tot el país. En els seus acords de franquícia, se cedia la recepta a canvi d'un pagament de cinc centaus de dòlar per cada peça despatxada. Sanders va realitzar demostracions personals per vendre el seu producte i va desenvolupar una aparença distintiva amb mostatxo canós, perilla i un vestit completament blanc amb corbata negra. 
L'any 1964, va vendre Kentucky Fried Chicken a un grup inversor de l'estat per 2 milions de dòlars, més un salari vitalici de 40.000 dòlars l'any per fer aparicions públiques com a ambaixador de la marca.  El sou va arribar a incrementar-se fins a uns 200.000 dòlars anuals. en aquest temps, l'empresa havia arribat a les 600 franquícies a tot Estats Units i uns beneficis anuals de 300.000 dòlars bruts. al marge del seu negoci més popular, l'any 1968 va obrir un restaurant familiar a Shelbyville amb el nom de la seva esposa, que actualment segueix funcionant com  Claudia Sanders Dinner House . L'any 1970 va abandonar el consell de direcció de KFC, però va continuar sent la imatge publicitària. 
Harland Sanders va morir el 16 de desembre de 1980, víctima d'una leucèmia aguda que li havia estat diagnosticada sis mesos abans. Fou enterrat amb el seu característic vestit al Cementiri Cave Hill de Louisville (Kentucky). La seva cara continua sent la imatge de marca de KFC.